# Gliclazid
Gliclazid (Handelsname Diamicron UNO) ist eine chemische Verbindung aus der Gruppe der Sulfonylharnstoffe, die zur Behandlung des Diabetes mellitus eingesetzt wird. Das orale Antidiabetikum wurde von Science Union patentiert und ist heute von Servier im Handel.

## Klinische Angaben

### Anwendungsgebiete (Indikationen)
Gliclazid ist angezeigt bei nichtinsulinabhängigem Diabetes mellitus Typ 2, wenn Diät, körperliche Aktivität und Gewichtsreduktion nicht ausreichen, um den Blutzucker einzustellen. Auch eine Kombination mit anderen Antidiabetika ist möglich.

### Gegenanzeigen (Kontraindikationen)
Gliclazid ist kontraindiziert bei schwerer Niereninsuffizienz und schwerer Leberinsuffizienz. In diesen Fällen wird der Einsatz von Insulin empfohlen.

Als Sulfonamid muss von einer Kreuzallergie mit anderen Sulfonamiden ausgegangen werden, weshalb es bei einer bekannten Allergie nicht eingesetzt werden soll.